# Jorge Arce
Jorge Arce (* 27. Juli 1979 in Los Mochis, Sinaloa, Mexiko als Jorge Armando Arce Armenta) ist ein mexikanischer Profiboxer, ehemaliger WBO- und WBC-Weltmeister im Halbfliegengewicht, ehemaliger WBO-Weltmeister im Superfliegengewicht, ehemaliger WBO-Weltmeister im Superbantamgewicht und ehemaliger WBO-Weltmeister im Bantamgewicht.

## Privates
Jorge Arce ist der Sohn eines Feldarbeiters und hat zwei ältere und einen jüngeren Bruder. Sein jüngerer Bruder Francisco Arce (* 1981) war zwischen 2000 und 2011 ebenfalls Profiboxer und Nordamerikanischer Meister (NABF) im Superbantamgewicht. Als Kind war Jorge Arce hyperaktiv und schwierig im Umgang mit anderen Kindern, weshalb seine Mutter einen Arzt aufsuchte, der ihr riet, ihren Sohn einen Leistungssport ausüben zu lassen. So kam Jorge im Alter von zehn Jahren zum Boxen. Sein späterer Kampfname „Travieso“, spanisch für übermütig bzw. ungezogen, ist in Anlehnung an seine Kindheit gewählt.
Außerhalb des Ringes ist er als Teilnehmer von Reality-TV-Serien wie „Big Brother V.I.P.“, „Dancing for a Dream“ und „El Desafio“ bekannt geworden. Seit 2007 ist er mit Karime Gutiérrez verheiratet und Vater von vier Kindern.

## Boxkarriere
Er bestritt rund 45 Amateurkämpfe, von denen er laut eigener Aussage nur zwei verlor, einen davon durch Disqualifikation. Bei der nationalen Ausscheidung für eine Teilnahme bei den Olympischen Sommerspielen 1996 unterlag er gegen Martín Castillo, späterer WBA-Weltmeister im Superfliegengewicht.
So wurde er im Alter von 16 Jahren Profi und gewann sein Debüt am 19. Januar 1996 in Tijuana durch K. o. in der ersten Runde. In seinen ersten 16 Kämpfen ging er 14-mal als Sieger hervor, davon elfmal vorzeitig. Neben einem Unentschieden gegen Gabriel Muñoz erlitt er auch eine K. o.-Niederlage gegen den späteren WBC-Weltmeister Omar Romero. Im Dezember 1997 unterlag er zudem nach Punkten gegen den späteren IBF-Weltmeister Víctor Burgos. Seine nächsten vier Kämpfe konnte er wieder für sich entscheiden, darunter befanden sich auch zwei Siege gegen den dreifachen WM-Herausforderer Miguel Martinez.
Am 5. Dezember 1998 gewann er im Halbfliegengewicht seinen ersten WM-Titel, als er in Mexiko Juan Domingo Cordoba (Bilanz: 32-4) über zwölf Runden einstimmig nach Punkten besiegte und damit dessen WBO-Gürtel erhielt. Zudem hatte er Cordoba in der vierten Runde auch am Boden. Im April 1999 verteidigte er den Titel in Italien vorzeitig gegen Salvatore Fanni (32-7). Der Italiener wurde aufgrund mehrerer Cutverletzungen aus dem Kampf genommen. Im Juli 1999 verlor er schließlich in seiner zweiten Titelverteidigung durch Technischen K. o. in der elften Runde gegen Michael Carbajal (48-4). Anschließend gewann er wieder neun Kämpfe in Folge, davon sechs vorzeitig. Zu den dabei besiegten Gegnern zählten Ladislao Vazquez und Juanito Rubillar.
Am 6. Juli 2002 boxte er in Südkorea gegen Choi Yo-sam (24-1) um die WBC-Weltmeisterschaft im Halbfliegengewicht und gewann dabei durch Technisches K. o. in der sechsten Runde. Den Titel verteidigte er anschließend bis Ende 2004 gegen Agustin Luna, Ernesto Castro, zweimal gegen Melchor Cob Castro sowie gegen Joma Gamboa, Juanito Rubillar und Juan Francisco Centeno. Lediglich mit Rubillar musste er über die volle Rundenzahl. Anschließend stieg er ins Fliegengewicht auf.
In den Jahren 2005 und 2006 konnte er jeden seiner sieben Kämpfe vorzeitig gewinnen. Er schlug dabei zweimal Hussein Hussein (27-1), sowie Angel Antonio Priolo (30-2), zweimal Adonis Rivas, Rosendo Álvarez (37-2) und Masibulele Makepula (28-3). Im Januar 2007 setzte er sich in einem Titeleliminierer im Superfliegengewicht einstimmig nach Punkten gegen den Argentinier Julio David Roque Ler (23-1) durch und boxte am 14. April 2007 um die WBC-Weltmeisterschaft dieser Gewichtsklasse gegen Cristian Mijares (30-3), unterlag diesem jedoch in Texas nach Punkten.
Anschließend besiegte er Tomás Rojas (25-10) und Medgoen Singsurat (53-4) jeweils durch K. o., sowie Devid Lookmahanak (18-1) nach Punkten. Gegen Rafael Concepción (11-2) und Isidro García (25-5) konnte er sich wieder vorzeitig durchsetzen. Aufgrund dieser Erfolge wurde er als Herausforderer des amtierenden WBA-, WBC- und IBF-Weltmeisters im Superfliegengewicht, Wachtang Dartschinjan (31-1), bestimmt. Gegen den Armenen war Arce jedoch am 7. Februar 2009 chancenlos und wurde nach der elften Runde vom Ringrichter schwer gezeichnet aus dem Kampf genommen. Bis dahin sahen alle drei Punktrichter Dartschinjan mit 109:100 deutlich vorn. Auf einen K. o.-Sieg gegen Fernando Lumacad (19-1) im Juni 2009, folgte eine Punkteniederlage im September gegen Simphiwe Nongqayi (16-0).
Am 30. Januar 2010 gewann er schließlich den WBO-WM-Titel im Superfliegengewicht durch eine vorzeitige Entscheidung in Runde sieben gegen Angky Angkota (25-4). Anstatt den Titel zu verteidigen, stieg er anschließend ins Superbantamgewicht auf und besiegte dort Cecilio Santos (24-13), Martín Castillo (35-3) und Adolfo Ramos (18-10). Gegen Ex-WBA-Weltmeister Lorenzo Parra (31-2) erreichte er im September 2010 ein Unentschieden.
Am 7. Mai 2011 boxte er in Las Vegas gegen Wilfredo Vázquez (20-0) um die WBO-Weltmeisterschaft im Superbantamgewicht. Nach einem ausgeglichenen Kampf über elf Runden konnte sich Arce schließlich in der zwölften Runde durchsetzen und Vázquez in den Seilen hängend mit Schlagserien eindecken, worauf die Ringecke des Puerto-Ricaners das Handtuch warf. Bis zum Kampfabbruch sahen zwei der drei Punktrichter den Kampf unentschieden. Im September desselben Jahres verteidigte er den Titel durch Technisches K. o. in der vierten Runde gegen den Südafrikaner Simphiwe Nongqayi (17-1), gegen den er zwei Jahre zuvor noch nach Punkten verloren hatte.
Anschließend boxte er im Bantamgewicht und gewann auch hier den WBO-WM-Titel, als er am 26. November 2011 erneut Angky Angkotta (26-5) besiegen konnte. Im Februar 2012 gelang ihm nun auch ein K. o.-Sieg in der fünften Runde gegen Lorenzo Parra (31-3). Sein Kampf gegen Jesus Manuel Rojas (18-1) endete im Juni 2012 wertungslos, nachdem Rojas den Mexikaner durch zwei regelwidrige Schläge gegen den Rücken und Hinterkopf niedergestreckt hatte. Zu diesem Zeitpunkt war der Kampf bereits vom Ringrichter unterbrochen, um Arce eine Erholungspause zu gewähren, nachdem dieser zuvor von einem Tiefschlag des Puerto-Ricaners getroffen worden war. Im September 2012 gewann er noch einstimmig gegen Ex-WBO-Weltmeister Mauricio Martínez.
Am 15. Dezember 2012 versuchte sich Arce in Texas erneut den Weltmeistertitel der WBO im Superbantamgewicht zu erkämpfen, war jedoch gegen den philippinischen Titelträger Nonito Donaire (30-1) völlig chancenlos und verlor nach drei Niederschlägen durch K. o. in der dritten Runde. Erst im November 2013 kehrte er in den Ring zurück und besiegte dabei den Kolumbianer José Carmona (22-3) durch K. o. in der achten Runde. Im Juni 2014 folgte ein vorzeitiger Sieg gegen Jorge Lacierva (41-9).
Am 4. Oktober 2014 verlor er durch Technischen K. o. in der elften Runde gegen Jhonny González (56-8).

## Titelgewinne
- 21. Juli 1997: Meister der mexikanischen Pazifikküste im Halbfliegengewicht
- 12. November 1997: Zentralamerikanischer Meister der WBA im Halbfliegengewicht (1 Titelverteidigung)
- 6. Februar 1998: Nordamerikanischer Meister der WBO im Halbfliegengewicht
- 5. Dezember 1998: Weltmeister der WBO im Halbfliegengewicht (1 Titelverteidigung)
- 29. November 1999: Nordamerikanischer Meister der WBO im Halbfliegengewicht
- 7. April 2000: Jugendweltmeister der WBC im Halbfliegengewicht (2 Titelverteidigungen)
- 20. Oktober 2001: Interimer Weltmeister der WBC im Halbfliegengewicht
- 6. Juli 2002: Weltmeister der WBC im Halbfliegengewicht (7 Titelverteidigungen)
- 30. Juli 2005: Interimer Weltmeister der WBC im Fliegengewicht (4 Titelverteidigungen)
- 16. September 2007: Lateinamerikanischer Meister der WBC im Bantamgewicht (1 Titelverteidigung)
- 15. September 2008: Interimer Weltmeister der WBA im Superfliegengewicht (1 Titelverteidigung)
- 27. Juni 2009: Internationaler Meister der IBF im Superfliegengewicht
- 30. Januar 2010: Weltmeister der WBO im Superfliegengewicht
- 7. Mai 2011: Weltmeister der WBO im Superbantamgewicht (1 Titelverteidigung)
- 26. November 2011: Weltmeister der WBO im Bantamgewicht

## WM-Titellegende
| Vorgänger        | Amt                                                                          | Nachfolger           |
| ---------------- | ---------------------------------------------------------------------------- | -------------------- |
| Juan Cordoba     | Boxweltmeister im Halbfliegengewicht (WBO) 5. Dezember 1998 – 31. Juli 1999  | Michael Carbajal     |
| Choi Yo-sam      | Boxweltmeister im Halbfliegengewicht (WBC) 6. Juli 2002 – 18. Dezember 2004  | Eric Ortiz           |
| Marvin Sonsona   | Boxweltmeister im Superfliegengewicht (WBO) 30. Januar 2010 – 24. April 2010 | Omar Narváez         |
| Wilfredo Vázquez | Boxweltmeister im Superbantamgewicht (WBO) 7. Mai 2011–2011                  | Nonito Donaire       |
| Nonito Donaire   | Boxweltmeister im Bantamgewicht (WBO) 26. November 2011 – August 2012        | Pungluang Sor Singyu |